# Eifel-Express
De Eifel-Express of Eifel-Mosel-Express zijn treindiensten met een totale lengte van 182 km, die gebruikmaken van het traject in het gebied tussen Keulen en Trier in Duitsland. Ze maken gebruik van het traject van de Eifelbahn tussen Hürth-Kalscheuren en Ehrang.

## Eifel-Mosel-Express

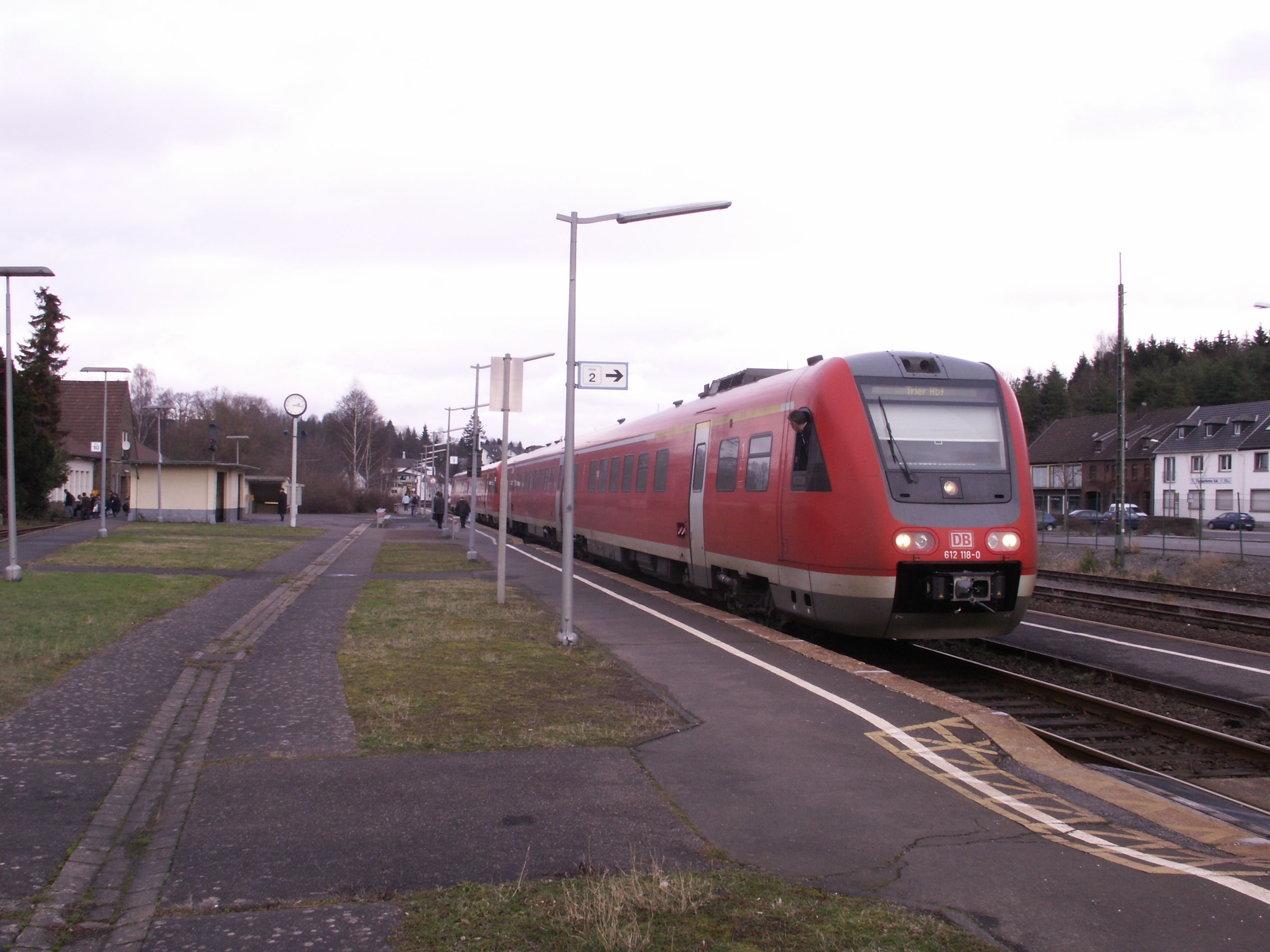
EifelMoselExpress bij binnenkomst van station Kall

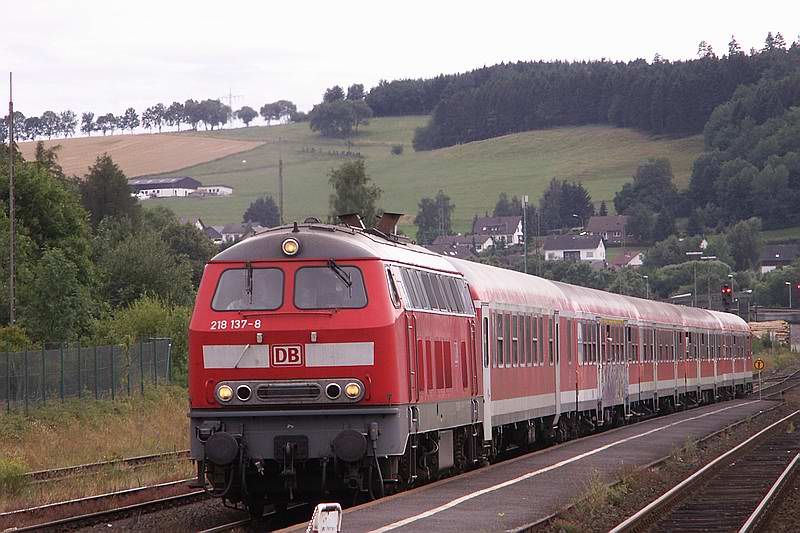
EifelMoselExpress bij binnenkomst van station Kall

De als RE 12 in het spoorboekje aangegeven Eifel-Mosel-Express is de snelste trein op het traject tussen Keulen en Trier. Tevens is dit de enige trein die het gehele traject aflegt. Oorspronkelijk was deze verbinding een sneltreinverbinding tussen Saarbrücken, Trier en Keulen, die sinds 1991 een twee-uurs dienstregeling onderhouden. Na het ombouwen van het traject, waardoor het bochtige traject geschikt werd gemaakt voor kantelbaktreinen, worden vanaf 1996 treinen met kantelbaktechniek ingezet uit de Baureihe 611.
Omdat de nieuwe treinen veel storingen ondervonden en daardoor niet optimaal functioneerden, wees het "Verkehrsverbund" verdere inzet wegens het niet voorhanden zijn van instapmogelijkheden voor gehandicapten af. Sindsdien worden de treinen op het verkorte deel van het traject weer met Silberlingen als keertreinen gereden, getrokken of geduwd door diesellocs van de Baureihe 218. Door het ontbreken van kantelbakmaterieel is er een langere reistijd ontstaan, waardoor de trein regelmatig niet de in de dienstregeling vermelde reistijd richting Trier kan behalen. Door deze langere reistijd ontstaan er regelmatig vertragingen, waardoor ook het reistijdvoordeel verloren gaat ten opzichte het omreizen via Koblenz.
Doordat de ombouw van het traject met kantelbaktechniek in opdracht van de staat is uitgevoerd, is de DB verplicht om op het traject regelmatig materieel met kantelbaktechniek in te zetten. Om deze redenen wordt in de weekeinden de dienstregeling uitgevoerd op de RE 12 met treinstellen uit de Baureihe 612 met uitgeschakelde kantelbaktechniek.

## Eifel-Express en Eifelbahn

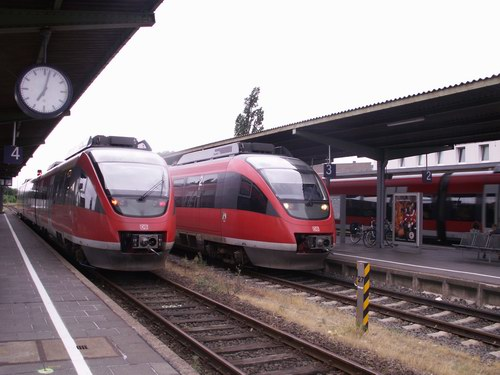
EifelBahn in het station van Euskirchen

De als RE 22 in het spoorboekje vermelde trein rijdt in een twee-uursdienstregeling tussen Keulen en Gerolstein, en rijdt tussen Keulen en Kall als RE 12 in een uursdienstregeling. Tussen Kall en Gerolstein stopt de trein op alle tussengelegen stations. De meeste treinen wisselen in Gerolstein van RE 22 in RE 83 en rijden na een tussenstop van 10 tot 15 minuten verder naar Trier.
De RB 24 en de RB 83 completeren tussen Keulen en Kall en respectievelijk tussen Gerolstein en Trier het aanbod van beide RegionalExpress lijnen en stoppen onderweg op alle stations. De dienstregeling van de RE 24 is dusdanig ontworpen dat de in de uursdienstregeling rijdende treinen in Euskirchen telkens een half uur voor en achter de overige treinen rijden, waardoor in Euskirchen telkens een aansluiting ontstaat met de treinen van de Voreifelbahn.
De lijnen RE 22 en RB 24 werden door het Verkehrsverbund Rhein-Sieg in 1997 samen met de RB 23 „Voreifelbahn“ en RB 25 „Oberbergische Bahn“ openbaar aanbesteed. Dit zogenaamde „Kölner Dieselnetz“ werd in 1998 voor een periode van 15 jaar aan DB Regio gegund, die sindsdien met treinstellen uit de Baureihe 644 de dienstregeling uitvoert.